# تامپوئی
تامپوئی شهری در شهرستان رولو در استان بام در بورکینافاسوی شمالی است و جمعیت آن ۴۴۲ نفر است.